# Rick Carlisle
Richard Preston Carlisle, detto Rick (Ogdensburg, 27 ottobre 1959), è un allenatore di pallacanestro ed ex cestista statunitense, professionista nella NBA, attuale tecnico degli Indiana Pacers.

## Carriera
Nel 1989 ha accettato una posizione di assistente allenatore con i Nets, dove ha trascorso cinque stagioni con Bill Fitch e Chuck Daly. Nel 1994, Carlisle è entrato a far parte dello staff tecnico dell'assistente con i Portland Trail Blazers sotto la guida dell'allenatore P.J. Carlesimo, dove ha trascorso tre stagioni.
Nel 1997 è entrato a far parte dell'organizzazione Indiana Pacers come assistente allenatore sotto l'ex compagno di squadra Larry Bird. Durante il suo periodo come assistente allenatore dei Pacers, li ha aiutati a due delle loro migliori stagioni di sempre. Per prima cosa, nel 1997-98, i Pacers portarono al limite i Chicago Bulls, perdendo per un pelo la settima partita decisiva delle finali della Eastern Conference contro i futuri campioni NBA. Poi, nella stagione 1999-2000, i Pacers hanno raggiunto le finali NBA per la prima volta, perdendo infine contro i Los Angeles Lakers. Bird si è dimesso da allenatore e ha spinto perché Carlisle fosse scelto come suo sostituto, ma il presidente del team Pacers Donnie Walsh ha affidato il lavoro a Isiah Thomas.

### Detroit Pistons
Per la stagione 2001-02 è stato assunto dai Detroit Pistons per essere il loro nuovo allenatore. In due stagioni come capo allenatore dei Pistons ha portato la squadra a record consecutivi di 50–32 (61%) con titoli della Central Division e presenze nei play-off. È stato nominato allenatore dell'anno nel 2002. Tuttavia, i Pistons licenziarono Carlisle dopo la stagione 2002-2003 con un anno rimanente di contratto e assunsero Larry Brown. L'attrito tra Carlisle e la proprietà della squadra è stato citato come uno dei motivi principali del licenziamento. I Pistons di Carlisle avevano appena eliminato i Philadelphia 76ers di Brown nelle semifinali della Conference prima di essere travolti dai New Jersey Nets nelle finali della Eastern Conference.

### Indiana Pacers
Per la stagione 2003-04 fu riassunto dagli Indiana Pacers, questa volta come capo allenatore (Isiah Thomas era stato licenziato, quasi subito dopo che Larry Bird era stato riportato come nuovo president of basketball operations). Nella sua prima stagione, Carlisle ha portato i Pacers al titolo della Central Division e al miglior record di stagione regolare della NBA 61-21 (74.4%), stabilendo un record di vittorie in franchigia. Nei playoff, la squadra ha eliminato sia i Boston Celtics che i Miami Heat, prima di perdere contro i Detroit Pistons nelle finali della Eastern Conference. Quell'anno, ha allenato l'East All-Stars all'All-Star Game. Nel 2005, il roster dei Pacers è stato decimato da infortuni (in particolare, quelli di Jermaine O'Neal, Stephen Jackson e Jamaal Tinsley) e sospensioni che sono state inflitte dopo la rissa Pacers-Pistons al Palazzo di Auburn Hills, che ha provocato Ron Artest è stato sospeso per il resto della stagione, Jackson è stato sospeso per 30 partite e O'Neal è stato sospeso per 15 partite. Tuttavia, Carlisle era ancora in grado di radunare i Pacers ai playoff NBA quella stagione. Come sesta testa di serie, hanno nuovamente sconfitto i Boston Celtics al primo turno, prima di essere sconfitti ancora una volta dall'eventuale campione della Eastern Conference, i Detroit Pistons.
Dopo che i Pacers finirono la stagione 2006-07 con un record di 35-47 (mancando i play-off per la prima volta dal 1997), il mandato di Carlisle come head coach terminò; non era chiaro se si fosse dimesso volontariamente, fosse stato licenziato o fosse stato spinto a dimettersi. In quattro stagioni con gli Indiana Pacers, Carlisle ha compilato un record di 181-147. Il 12 giugno 2007, Carlisle ha annunciato che avrebbe anche rassegnato le dimissioni dalla sua posizione di vicepresidente esecutivo degli Indiana Pacers.
Dopo aver lasciato l'Indiana ha lavorato come analista di studio per ESPN prima di firmare con i Dallas Mavericks come nuovo allenatore della squadra.

### Dallas Mavericks
Il 9 maggio 2008 ha firmato un contratto quadriennale con i Dallas Mavericks di Mark Cuban, in sostituzione di Avery Johnson. Li ha portati a un record di 50-32 inclusa una vittoria al primo turno contro i San Antonio Spurs. Perderanno contro i Denver Nuggets 4-1 nelle semifinali della Western Conference. L'anno successivo, ha portato i Mavs a un record di 55-27, primo nella Southwest Division e secondo ad Ovest, ma ha perso al primo turno contro gli Spurs. Nel 2010, Dallas ha vinto sedici delle sue prime venti partite in una Western Conference competitiva.
La stagione 2010-11 è stata quella di maggior successo come capo allenatore. I Mavericks hanno concluso la stagione regolare con un record di 57–25 vittorie e sconfitte. L'8 maggio 2011, hanno sconfitto i due volte campioni in carica dei Los Angeles Lakers nelle semifinali della Western Conference. Il 25 maggio 2011, i Mavericks si sono aggiudicati una serie di vittorie per 4-1 sugli Oklahoma City Thunder nelle finali della Western Conference, la prima vittoria della Conference Finals della sua carriera di allenatore. Nelle finali NBA 2011, ha allenato i Mavericks a una vittoria in serie 4-2 sui Miami Heat per il primo campionato della franchigia.
Nei play-off del 2012 i Mavericks hanno perso 0–4 contro i Thunder al primo turno. Il 15 maggio 2012, Carlisle ha accettato un nuovo accordo quadriennale con i Mavericks. Nel 2013, i Mavericks finirono 41-41 e persero i playoff per la prima volta dal 2000. Nel 2014, Carlisle riportò i Mavericks ai playoff come ottava testa di serie con un record di 49-33 dove avrebbero incontrato i loro rivali nazionali San Antonio Spurs al primo turno. I Mavericks hanno perso la serie in sette partite quando gli Spurs hanno vinto le finali NBA 2014.
Il 30 gennaio 2015, ha registrato la sua 600ª vittoria in una partita contro gli Heat. Ha firmato un nuovo contratto quinquennale il 5 novembre 2015. Il 2 dicembre 2017, Carlisle ha registrato la sua 700ª vittoria in una partita contro i Clippers.
Il 17 giugno 2021 si dimette dall'incarico, dopo aver conquistato 555 vittorie su 1.033 partite disputate con la squadra texana in Regular Season e aver vinto un titolo.

### Indiana Pacers
Dopo essersi dimesso dal ruolo di Head Coach dei Dallas Mavericks, il 24 giugno 2021 torna agli Indiana Pacers firmando un contratto da 29 milioni di dollari in 4 anni.

## Statistiche

### Giocatore
| † | Denota le stagioni in cui ha vinto il titolo |

#### NCAA
| Anno      | Squadra            | PG  | PT | MP   | TC%  | 3P% | TL%  | RP  | AP  | PRP | SP  | PP   |
| --------- | ------------------ | --- | -- | ---- | ---- | --- | ---- | --- | --- | --- | --- | ---- |
| 1979-1980 | Maine Black Bears  | 28  | -  | -    | 55,5 | -   | 85,6 | 3,4 | 4,2 | -   | -   | 12,3 |
| 1980-1981 | Maine Black Bears  | 28  | 28 | -    | 54,7 | -   | 81,0 | 4,2 | 4,7 | -   | -   | 16,2 |
| 1982-1983 | Virginia Cavaliers | 34  | 33 | 28,4 | 51,3 | -   | 83,7 | 2,9 | 2,9 | 0,6 | 0,1 | 10,9 |
| 1983-1984 | Virginia Cavaliers | 33  | 33 | 29,1 | 51,6 | -   | 69,8 | 2,8 | 2,9 | 0,4 | 0,1 | 11,1 |
| Carriera  | Carriera           | 123 | 94 | 28,7 | 53,2 | -   | 80,1 | 3,3 | 3,6 | 0,5 | 0,1 | 12,5 |

#### NBA

##### Regular season
| Anno       | Squadra        | PG  | PT | MP  | TC%  | 3P%  | TL%  | RP  | AP  | PRP | SP  | PP  |
| ---------- | -------------- | --- | -- | --- | ---- | ---- | ---- | --- | --- | --- | --- | --- |
| 1984-1985  | Boston Celtics | 38  | 0  | 4,7 | 38,8 | 0,0  | 88,2 | 0,6 | 0,7 | 0,1 | 0,0 | 1,8 |
| 1985-1986† | Boston Celtics | 77  | 1  | 9,9 | 48,7 | 0,0  | 65,2 | 1,0 | 1,4 | 0,2 | 0,1 | 2,6 |
| 1986-1987  | Boston Celtics | 42  | 0  | 7,1 | 32,6 | 31,3 | 75,0 | 0,7 | 0,8 | 0,2 | 0,0 | 1,9 |
| 1987-1988  | N.Y. Knicks    | 26  | 0  | 7,8 | 43,3 | 35,3 | 90,9 | 0,5 | 1,2 | 0,4 | 0,2 | 2,8 |
| 1988-1989  | N.Y. Knicks    | -   | -  | -   | -    | -    | -    | -   | -   | -   | -   | -   |
| 1989-1990  | N.J. Nets      | 5   | 0  | 4,2 | 14,3 | 0,0  | -    | 0,0 | 1,0 | 0,2 | 0,2 | 0,4 |
| Carriera   | Carriera       | 188 | 1  | 7,8 | 42,2 | 22,9 | 77,5 | 0,8 | 1,1 | 0,2 | 0,0 | 2,2 |

##### Play-off
| Anno     | Squadra        | PG | PT | MP  | TC%  | 3P% | TL%  | RP  | AP  | PRP | SP  | PP  |
| -------- | -------------- | -- | -- | --- | ---- | --- | ---- | --- | --- | --- | --- | --- |
| 1986†    | Boston Celtics | 10 | 0  | 5,4 | 53,3 | -   | 75,0 | 0,5 | 0,8 | 0,2 | 0,0 | 1,9 |
| 1988     | N.Y. Knicks    | 2  | 0  | 4,0 | 25,0 | 0,0 | -    | 1,0 | 0,0 | 0,5 | 0,0 | 1,0 |
| Carriera | Carriera       | 12 | 0  | 5,2 | 47,4 | 0,0 | 75,0 | 0,6 | 0,7 | 0,3 | 0,0 | 1,8 |

##### Massimi in carriera
- Massimo di punti: 21 vs Seattle SuperSonics (1º dicembre 1987)[3]
- Massimo di rimbalzi: 5 vs Washington Wizards (28 marzo 1986)
- Massimo di assist: 6 (3 volte)
- Massimo di palle rubate: 2 (7 volte)
- Massimo di stoppate: 1 (9 volte)
- Massimo di minuti giocati: 34 vs Seattle SuperSonics (1º dicembre 1987)

### Allenatore
| Stagione | Squadra          | Regular Season | Regular Season | Regular Season | Regular Season | Regular Season           | Post Season                                               |
| Stagione | Squadra          | V              | P              | % V            | G              | Posizione finale         | Post Season                                               |
| -------- | ---------------- | -------------- | -------------- | -------------- | -------------- | ------------------------ | --------------------------------------------------------- |
| 2001-02  | Detroit Pistons  | 50             | 32             | 61,0           | 82             | 1º in Central Division   | Sconfitto alle Semifinali di Conference dai Celtics (1-4) |
| 2002-03  | Detroit Pistons  | 50             | 32             | 61,0           | 82             | 1º in Central Division   | Sconfitto alle Finali di Conference dai Nets (0-4)        |
| 2003-04  | Indiana Pacers   | 61             | 21             | 74,4           | 82             | 1º in Central Division   | Sconfitto alle Finali di Conference dai Pistons (2-4)     |
| 2004-05  | Indiana Pacers   | 44             | 38             | 53,7           | 82             | 3º in Central Division   | Sconfitto alle Semifinali di Conference dai Pistons (2-4) |
| 2005-06  | Indiana Pacers   | 41             | 41             | 50,0           | 82             | 3º in Central Division   | Sconfitto al Primo Round dai Nets (2-4)                   |
| 2006-07  | Indiana Pacers   | 35             | 47             | 42,7           | 82             | 4º in Central Division   | Manca i play-off                                          |
| 2008-09  | Dallas Mavericks | 50             | 32             | 61,0           | 82             | 3º in Southwest Division | Sconfitto alle Semifinali di Conference dai Nuggets (1-4) |
| 2009-10  | Dallas Mavericks | 55             | 27             | 67,1           | 82             | 1º in Southwest Division | Sconfitto al Primo Round dagli Spurs (2-4)                |
| 2010-11  | Dallas Mavericks | 57             | 25             | 69,5           | 82             | 2º in Southwest Division | Campione NBA                                              |
| 2011-12  | Dallas Mavericks | 36             | 30             | 54,5           | 66             | 3º in Southwest Division | Sconfitto al Primo Round dai Thunder (0-4)                |
| 2012-13  | Dallas Mavericks | 41             | 41             | 50,0           | 82             | 4º in Southwest Division | Manca i play-off                                          |
| 2013-14  | Dallas Mavericks | 49             | 33             | 59,8           | 82             | 4º in Southwest Division | Sconfitto al Primo Round dagli Spurs (3-4)                |
| 2014-15  | Dallas Mavericks | 50             | 32             | 61,0           | 82             | 3º in Southwest Division | Sconfitto al Primo Round dai Rockets (1-4)                |
| 2015-16  | Dallas Mavericks | 42             | 40             | 51,2           | 82             | 2º in Southwest Division | Sconfitto al Primo Round dai Thunder (1-4)                |
| 2016-17  | Dallas Mavericks | 33             | 49             | 40,2           | 82             | 4º in Southwest Division | Manca i play-off                                          |
| 2017-18  | Dallas Mavericks | 24             | 58             | 29,3           | 82             | 4º in Southwest Division | Manca i play-off                                          |
| 2018-19  | Dallas Mavericks | 33             | 49             | 40,2           | 82             | 5º in Southwest Division | Manca i play-off                                          |
| 2019-20  | Dallas Mavericks | 43             | 32             | 57,3           | 75             | 2º in Southwest Division | Sconfitto al Primo Round dai Clippers (2-4)               |
| 2020-21  | Dallas Mavericks | 42             | 30             | 58,3           | 72             | 1º in Southwest Division | Sconfitto al Primo Round dai Clippers (3-4)               |
| 2021-22  | Indiana Pacers   | 25             | 57             | 30,5           | 82             | 4º in Central Division   | Manca i play-off                                          |
| 2022-23  | Indiana Pacers   | 35             | 47             | 42,7           | 82             | 4º in Central Division   | Manca i play-off                                          |
|          | Carriera         | 896            | 793            | 53,0           | 1689           |                          |                                                           |

## Palmarès

### Giocatore
- Campionato NBA: 1

Boston Celtics: 1986

### Allenatore
- NBA Coach of the Year (2002)
- Allenatore all'NBA All-Star Game (2004)
- Campionato NBA: 1

Dallas Mavericks: 2011